# 尾形亀吉
尾形 亀吉（おがた かめきち、1900年6月8日- 1971年10月1日）は日本文化史学者。尾形裕康（早稲田大学教授・日本教育史）は兄。
福島県出身、東京文理科大学国史科卒。日本大学経済学部教授、1948年「近世奢侈の社会経済史的研究」で日大経済学博士、1956年「日本中世芸能史研究」で日大文学博士。日本大学芸術学部長、同理事などを経て、本州大学・本州女子短期大学初代学長に就任。1968年病気療養のため辞任。
1965年、長野県塩田町（現在の上田市）の要請を受け、同地での大学設置に尽力し、1967年に文部省からの認可を得た。この当時、地方の町村が大学を招致したのは画期的として全国の注目を集めた。

## 著書
- 『近世奢侈禁止の社会経済史的研究』
- 『王朝芸術史 楽劇歌舞』明治書院 1938
- 『王朝演芸史』明治書院 1948
- 『日本経済文化史』明治書院 1949
- 『能楽の形成』理想社  1950
- 『日本社会文化史』明治書院 1950
- 『散楽源流考 中国および日本における散楽の源流とその変遷』三和書房  1954
- 『中世芸能文化史論』三和書房 1957
- 『日本経済史論』三和書房 1966